# Pseudacraea duplicata
Pseudacraea duplicata är en fjärilsart som beskrevs av Riley 1932. Pseudacraea duplicata ingår i släktet Pseudacraea och familjen praktfjärilar. Inga underarter finns listade i Catalogue of Life.